# Kretenzische stekelmuis
De Kretenzische stekelmuis (Acomys minous) is een knaagdier uit de onderfamilie Deomyinae, de stekelmuizen en verwanten van de familie Muridae, die ook de gerbils en de muizen en ratten van de Oude Wereld omvat. Net als de andere leden van het geslacht der stekelmuizen (Acomys) heeft de Kretenzische stekelmuis zachte stekels op zijn rug, die uit de vacht steken. Deze soort is alleen te vinden in drogere streken op het eiland Kreta. Het is mogelijk dat de Kretenzische stekelmuis slechts een geïntroduceerde populatie is van de Egyptische stekelmuis (A. cahirinus).

## Uiterlijke kenmerken
De Kretenzische stekelmuis heeft een zandkleurige tot grijsbruine bovenzijde, die duidelijk is gescheiden van de witte onderzijde. De voeten zijn wit. De tere, makkelijk afbreekbare, kale staart wordt tijdens het lopen vaak gekruld over zijn rug gehouden. De stekelmuis wordt 91 tot 128 mm lang, met een staart van 89 tot 120 mm en een gewicht van 40 tot 85 gram. De soort heeft vrij lange snorharen, tot 5 centimeter lang. Uit de vacht op zijn rug steken zachte stijve stekelharen, die vooral aan de achterzijde opvallen. Deze kan hij rechtop zetten. Hij heeft opvallend grote oren.

## Verspreiding en leefgebied
Het dier leeft alleen in Kreta, in droog rotsachtig gebied, vooral in struiksteppen. Andere leden van het geslacht leven in de drogere streken van Afrika en het Midden-Oosten. Dit is de enige soort die in Europa leeft. De soort kan slecht tegen kou, en 's winters dringt hij weleens huizen binnen. Zijn onderkomen is meestal gevestigd in rotsspleten of natuurlijke holten.

## Gedrag
De stekelmuis is 's nachts en in de schemering actief. Hij leeft van zaden, granen, verse plantendelen, insecten en slakken. Vocht haalt hij vooral uit zijn voedsel. De Kretenzische stekelmuis leeft in kleine gemeenschappen. Een vrouwtje staat aan het hoofd van een sociale rangorde. De dieren verzorgen elkaars vacht.

## Voortplanting
Tijdens de paartijd, van maart tot oktober, vechten mannetjes met elkaar voor de vrouwtjes. Na een draagtijd van 36 dagen worden 2 tot 3 jongen geboren. Deze jongen hebben al een vacht, en na 2 dagen openen de ogen. Een dag later verlaten de jongen al het nest. De jonge muizen worden met 3 weken gespeend. Een vrouwtje kan 2 tot 5 worpen per jaar krijgen. In gevangenschap is waargenomen dat vrouwtjes samenwerken bij het zorgen voor de jongen, waarbij andere vrouwtjes helpen met het schoonlikken en zogen van de jongen.